# Анто Гргич
Анто Гргич (нім. Anto Grgić, нар. 28 листопада 1996, Шлірен) — швейцарський футболіст, півзахисник клубу «Лугано».
Виступав за молодіжну збірну Швейцарії.

## Клубна кар'єра
Народився 28 листопада 1996 року у Шлірені. Вихованець юнацьких команд футбольних клубів «Грассгоппер» та «Цюрих».
У дорослому футболі дебютував 2013 року виступами за другу команду останнього клубу, а за два роки почав залучатися до складу головної команди «Цюриха». 
2016 року за 2 мільйони євро перейшов до німецького «Штутгарта», де паралельно грав за основну і другу команди клубу.
Згодом повернувся на батьківщину, де протягом 2018–2023 років захищав кольори «Сьйона».
2023 року уклав чотирирічний контракт з «Лугано».

## Виступи за збірні
2011 року дебютував у складі юнацької збірної Швейцарії (U-15), загалом на юнацькому рівні взяв участь у 33 іграх, відзначившись 7 забитими голами.
Протягом 2016–2018 років залучався до складу молодіжної збірної Швейцарії. На молодіжному рівні зіграв у семи офіційних матчах.